# Sanda Toma (színművész)
Sanda Toma (Bukarest, 1934. október 27. – 2022. november 26.) román színésznő.

## Életútja
1948-ig katolikus apácaiskolába járt, majd a Gheorghe Lazăr Gimnáziumban érettségizett. A bukaresti Ion Luca Caragiale Színház- és Filmművészeti Intézetben szerzett színészi diplomát.
Dan Damian (1927–2012), majd Mihai Pălădescu (1928–1986) színész felesége volt.

## Filmjei
- Bădăranii (1960) – Lucietta
- Darclée (1960)
- A Bing-Bing Fegyház foglya (Celebrul 702) (1962) – Diana
- Seful sectorului suflete (1967)
- Tengeri farkas (Der Seewolf) (1971) – van Weyden anyja
- A hozomány (Zestrea) (1973) – Lola
- Bunicul și doi delincvenți minori (1976)
- Tufă de Veneția (1977)
- A halál magnószalagon érkezik (Un om în loden) (1979) – Angela Prisacaru
- Promisiuni (1985)
- Figuranții (1987)
- Harababura (1990)
- Crucea de piatră (1994)
- Életvonat (Train de vie) (1998) – Yossi anyja
- Les percutés (2002)
- Tandretea lacustelor (2002, tv-film)
- Domnul de la curte (2014)